# Fischvelouté
Fischvelouté (franz. velouté de poisson), auch Fischsamtsauce, Fischeinmachsauce und Fischgrundsauce, ist eine Veloute aus Fischfond. Sie ist die Basis zahlreicher Saucen für Gerichte aus Fisch und Meeresfrüchten. Hierfür wird Mehl in Butter angeschwitzt, mit Fischfond und Weißwein aufgegossen und langsam gekocht.